# 구글 워크스페이스 마켓플레이스
구글 워크스페이스 마켓플레이스(Google Workspace Marketplace, 과거 명칭: 구글 앱 마켓플레이스/Google Apps Marketplace, G 스위트 마켓플레이스/G Suite Marketplace)는 구글의 제품의 하나이다. 구글 워크스페이스 서비스들, 서드파티 소프트웨어와 동작하는 무료 및 유료 웹 애플리케이션을 위한 온라인 스토어이다. 앱들은 구글 API나 구글 앱 스크립트에 기반을 둔다.